# Mindre lundfly
Mindre lundfly, Hecatera bicolorata, är en fjärilsart som beskrevs av Hüfnagel 1767. Mindre lundfly ingår i släktet Hecatera och familjen nattflyn. Arten är reproducerande i Sverige. Arten har livskraftiga, LC populationer i både Sverige och Finland.  En underart finns listad i Catalogue of Life, Hecatera bicolorata obscura Staudinger, 1861.

## Bildgalleri

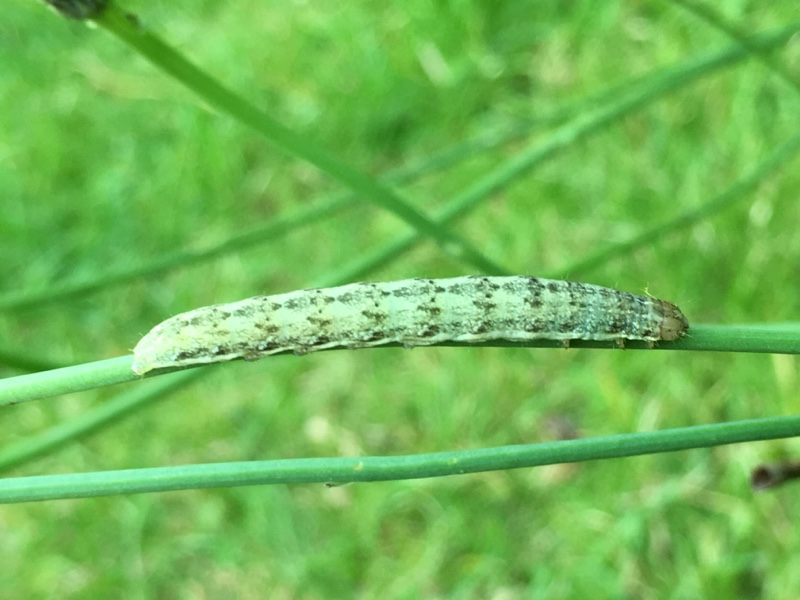
Fjärilens larv.
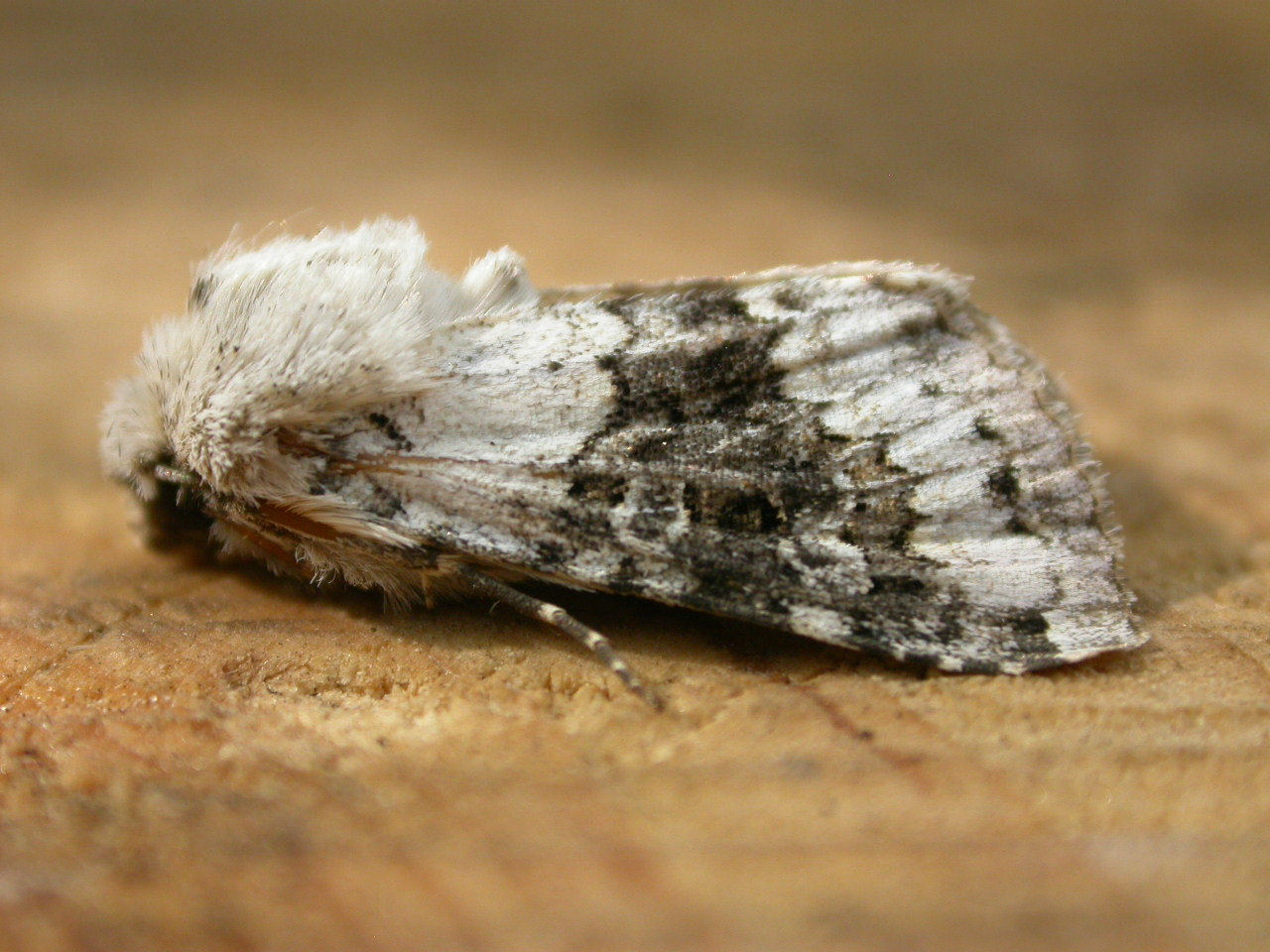
Imago fjäril
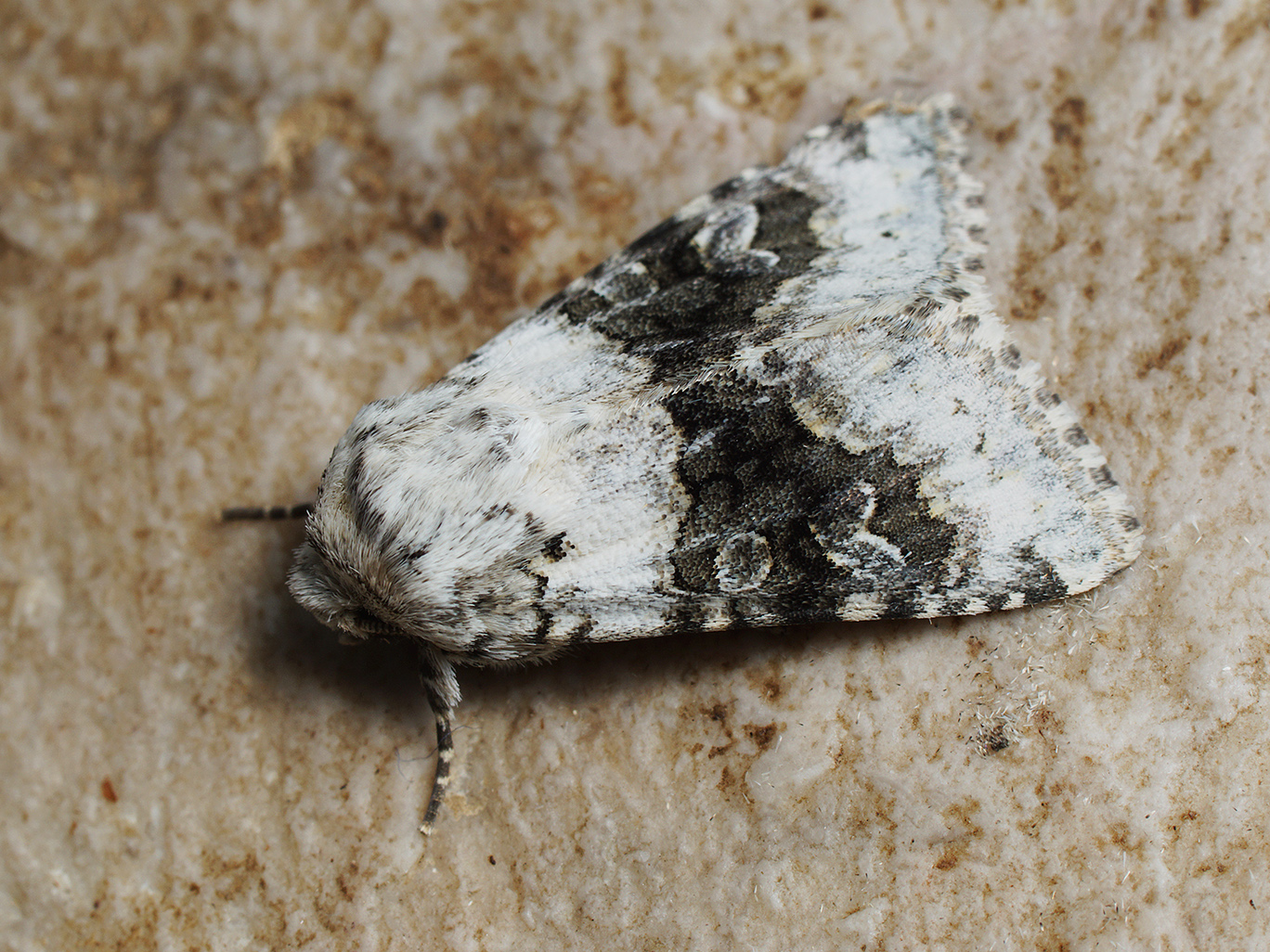
Imago fjäril
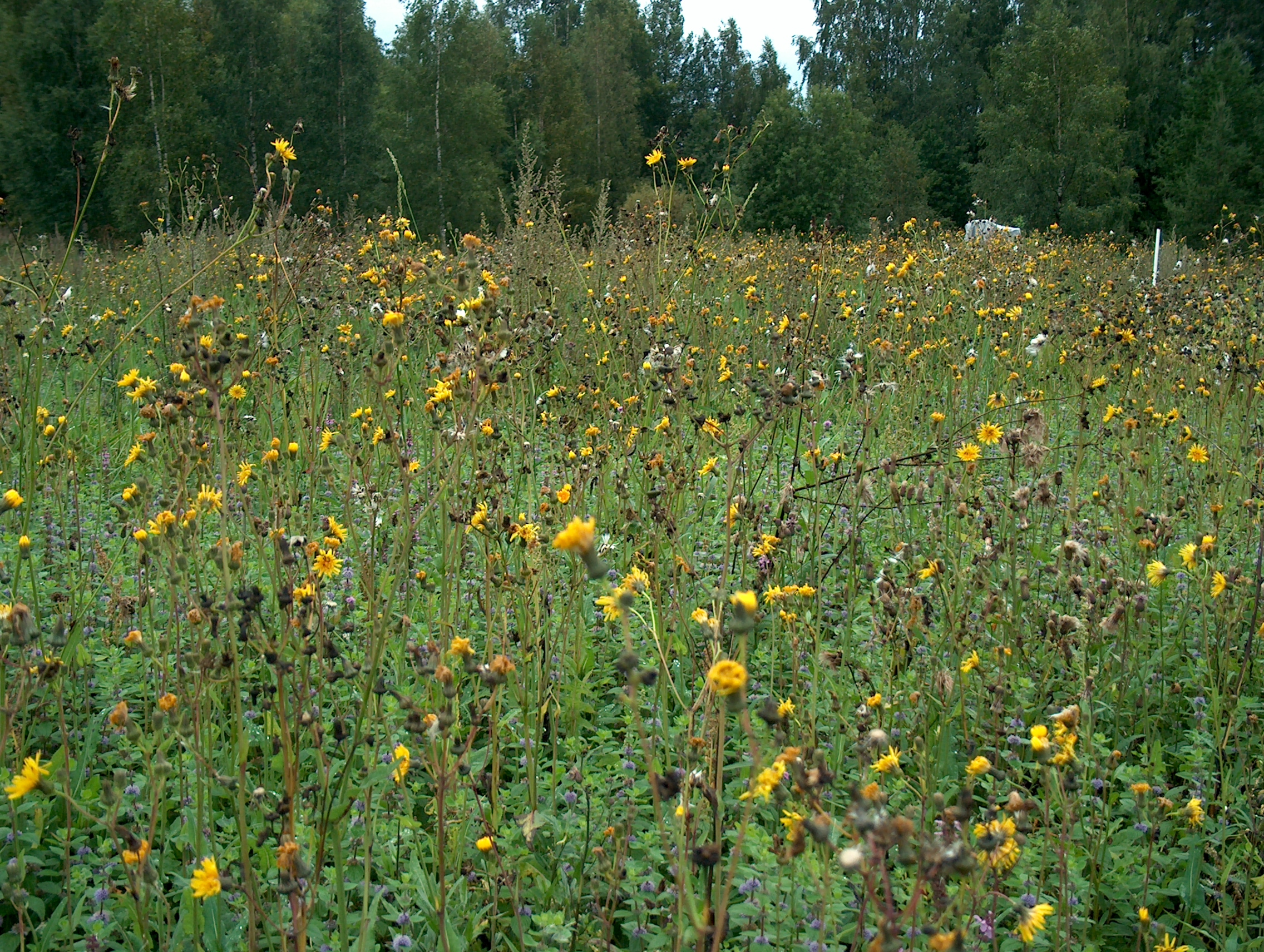
Gynnsam biotop för arten i Finland